# Siervas de los Pobres (Dinasevanasabha)
La Congregación de las Siervas de los Pobres (oficialmente en inglés: Congregation of the Servans of the Poor o en indi: Dina Sevana Sabha) es una congregación religiosa católica femenina de derecho pontificio, fundada por la religiosa alemana Petra Moennigmann en Pattuvam (India), el 1 de junio de 1969, con el fin de atender a las castas pobres de la sociedad india. A las religiosas de este instituto se les conoce con su nombre original Dinasevanasabha o también como siervas de los pobres. Sus miembros posponen a sus nombres las siglas D.S.S.

## Historia
La religiosa alemana Petra Moennigmann, de las Ursulinas de Werl, estando como misionera en India, en la diócesis de Kottayam, desde 1966, fundó en la ciudad de Pattuvam, bajo mandato del obispo diocesano, una pía asociación de mujeres, dedicada a la atención de los más pobres de la sociedad india. La primera comunidad se estableció el 1 de junio de 1969.
El instituto recibió la aprobación diocesana de parte del obispo de Calicut, el jesuita Aldo Patroni, como Pía Asociación Siervas de los Pobres. En 1983 recibió de nuevo la aprobación diocesana como congregación religiosa, de parte de Maxwell Noronha, obispo de Calicut. La aprobación pontificia le fue concedida el 2 de febrero de 2003, durante el pontificado del papa Juan Pablo II.

## Organización
La Congregación de las Siervas de los Pobres es un instituto centralizado, cuyo gobierno es ejercido por la superiora general, por un periodo de seis años. Esta es coadyuvada por su concejo, elegido también cada seis años. La sede central, llamada curia general, se encuentra en la ciudad de Pattuvam.
Las siervas de los pobres se dedican a la atención de las personas más necesitadas, ejerciendo para ellas, diversas actividades, como la atención de ancianos, guarderías, orfanatos, leprosarios, misión entre campesinos, entre otras.
En 2015, el instituto contaba con 623 religiosas y 93 comunidades, repartidas en tres provincias y una viceprovincia, presentes en Alemania, Estados Unidos, India e Italia.